# Mycomya alluaudi
Mycomya alluaudi är en tvåvingeart som beskrevs av Edwards 1914. Mycomya alluaudi ingår i släktet Mycomya och familjen svampmyggor.
Artens utbredningsområde är Kenya. Inga underarter finns listade i Catalogue of Life.